# جشن (فیلم ۱۹۹۶)
«جشن» (انگلیسی: Party) یک فیلم درام به کارگردانی مانوئل دی الیویرا است که در سال ۱۹۹۶ منتشر شد. از بازیگران آن می‌توان به میشل پیکولی و ایرنه پاپاس اشاره کرد.